# 로버트 왓슨와트
로버트 왓슨와트 경(Sir Robert Watson-Watt, KCB, FRS, 1892년~1973년)은 영국 스코틀랜드의 물리학자이다.
1935년에 최초의 실용 항공기 탐지장치를 만들어냈으며, 고출력 수신기 발명, 단(短)펄스 변조 발견, 펄스 수신기의 개발 및 송수신 안테나연구 등 중요한 업적을 이룩했다.

## 서훈
- 1942년 바스 훈장 2등급(KCB, 작위급 훈장)